# Hovsta
Hovsta is een plaats in de gemeente Örebro in het landschap Närke en de provincie Örebro län in Zweden. De plaats heeft 2773 inwoners (2005) en een oppervlakte van 166 hectare. De plaats ligt ongeveer vijf kilometer ten noorden van de stad Örebro.

## Verkeer en vervoer
Bij de plaats loopt de Riksväg 50/Riksväg 68.
De plaats is gelegen tussen de spoorweg Godsstråker genom Bergslagen.

## Geboren in Hovsta

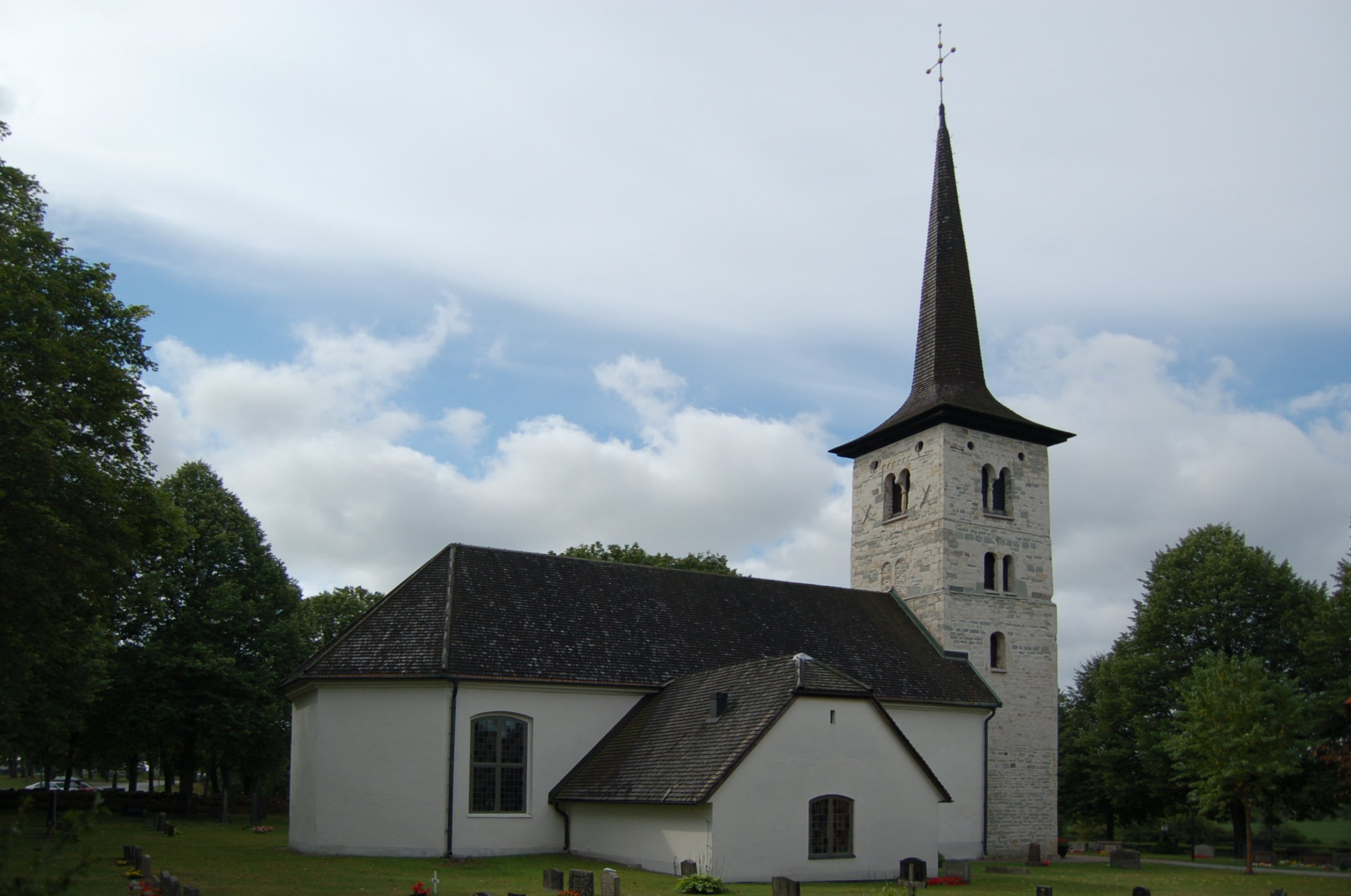
Kerk

- Sofia Helin (1972), actrice